# Tige filetée

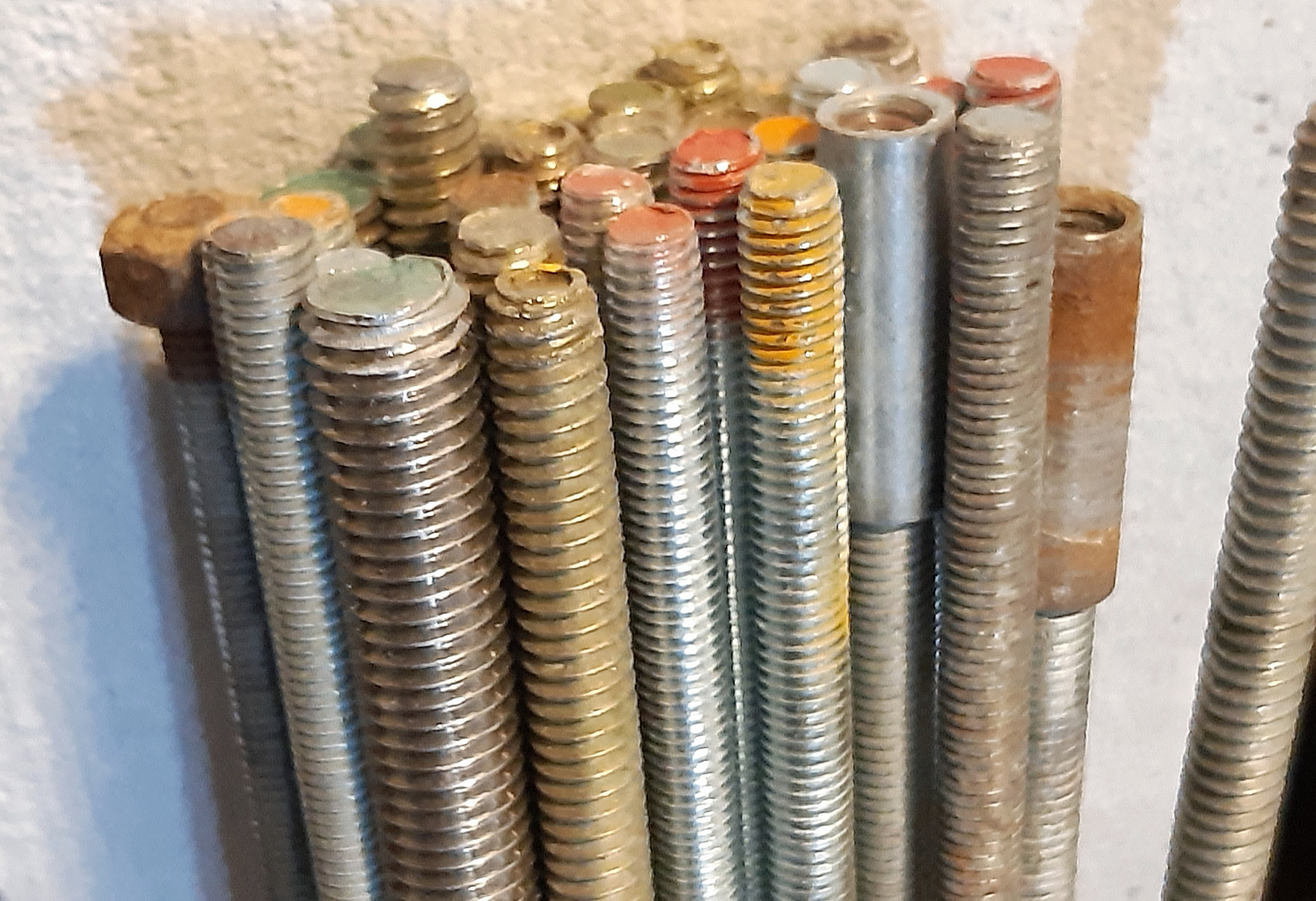
Différents diamètres de tiges filetées.

Une tige filetée est en mécanique le composant mâle d'un système vis/écrou destiné à l'assemblage de pièces ou à la transformation de mouvement. Son complément, pièce femelle est l'écrou. L'ensemble du système vis/écrou constitue un boulon.
Cette tige comporte un noyau de section circulaire, avec sur sa périphérie un filetage, forme générée par le balayage d'une section le long d'une hélice. La tige peut être réalisée en métal dans la plupart des cas. Elle peut aussi être en matière plastique dure pour les pièces de petite dimension (industrie de précision) ou ayant des contraintes techniques particulières (légèreté notamment).
Une tige filetée est destinée à être utilisée avec un trou taraudé.

## Méthode de fabrication

### Filetage d'une tige métallique
Dans le cas d'une tige métallique, le filetage se fait en tournant la pièce : la tige est mise en rotation, et un outil de coupe crée une rainure en avançant. La combinaison de la rotation de la pièce et de l'avance de l'outil donne la forme hélicoïdale du filetage.
Le filetage peut être également obtenu avec une filière ou, sans usinage, par moulage (tige plastique), ou par déformation.

## Représentation en dessin industriel

Représentations de profil d'un filetage trapézoïdal : réaliste (gauche) simplifiée (centre), normalisée (droite)

En dessin industriel, la tige filetée est représentée :
- de face, par un cercle en trait épais continu contenant un cercle incomplet (3/4 de cercle) en trait fin continu de même centre et plus petit représentant le filetage ; le diamètre du cercle extérieur est le diamètre extérieur du filetage, le diamètre du cercle intérieur est le diamètre du fond du filet ;
- de profil : par deux traits fins continus situés entre deux traits épais continus ; les traits épais correspondent à l'extérieur du filetage, les traits fin au fond du filetage.